# 紅 (姓)
紅（こう）は、漢姓のひとつ。『百家姓』の400番目に載っているものの、きわめて稀な姓である。2020年の中華人民共和国の統計では人数順の上位100姓に入っておらず、台湾の2018年の統計では478番目に多い姓で、155人がいる。
『元和姓纂』によれば、前漢の楚元王劉交の子の劉富が紅（現在の安徽省蕭県）の地に封ぜられ、その子孫が氏としたとする。

## 著名な人物
なし。

### 架空の人物
- 紅娘 - 唐の元稹の伝奇小説『鶯鶯伝』の登場人物。『董西廂』や『西廂記』では重要な役割を演ずる。
- 紅線 - 唐の袁郊の伝奇小説『紅線』の登場人物。
- 紅美鈴 - 東方Projectの東方紅魔郷の3面ボス。中国人風の妖怪。